# Huodendron parviflorum
Huodendron parviflorum es una especie de planta de flores perteneciente a la familia  Styracaceae. Es endémica de Vietnam. Está tratada en peligro de extinción.
Registrado hasta ahora solo de Vietnam, este pequeño árbol parece estar restringida a Mong Cai, en Quang Ninh, en la frontera con China.

## Taxonomía
Huodendron parviflorum fue descrita por H.L.Li y publicado en Journal of the Arnold Arboretum 24(3): 370, en el año 1943.